# 올드베리

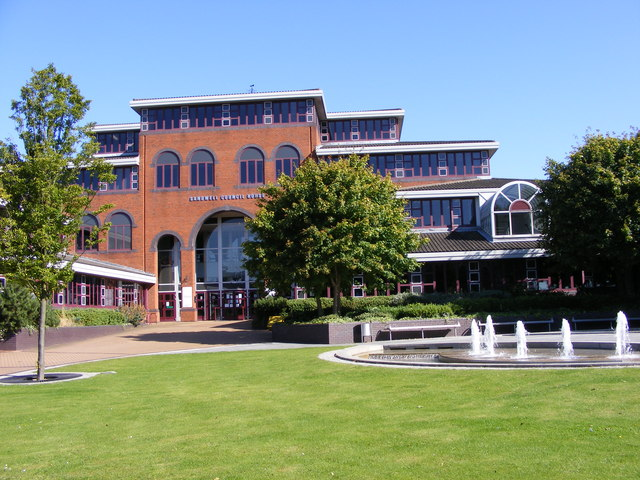
올드베리

올드베리(영어: Oldbury)는 잉글랜드 웨스트미들랜즈주에 위치한 도시로 인구는 23,964명(2011년 기준)이다.